# Flanger
Flanger – efekt gitarowy należący do grupy efektów modulacyjnych. Jest uzyskiwany poprzez nakładanie lekko zmodulowanego i opóźnionego sygnału na oryginalny sygnał. Efektem takiej modulacji jest uzyskanie charakterystycznego brzmienia chóralnego.
Flanger i chorus należą do najbardziej rozpowszechnionych urządzeń wzbogacających dźwięk elektronicznych instrumentów muzycznych. Stosowane są szczególnie chętnie do gitar elektrycznych i instrumentów klawiszowych. Uzyskiwane brzmienie jest „mokre”, przypomina efekty „kosmiczne”.
Efekt ten jest z reguły wykorzystywany w muzyce rozrywkowej – stosowany był już przez brytyjski zespół The Beatles. Obecnie jest spotykany głównie w muzyce elektronicznej.

## Zasada działania

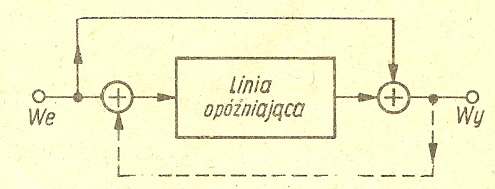
Rys. 1. Schemat blokowy przystawki chorus i flanger

Układ potrzebny do uzyskania efektów chorus i flanger jest praktycznie jednakowy (rys. 1). Sygnał wejściowy trafia do linii opóźniającej o czasie opóźnienia zmienianym w zakresie od kilku do kilkunastu milisekund. Następnie sygnał opóźniony jest sumowany z oryginalnym. W wypadku efektu flanger stosuje się ponadto regulowane sprzężenie zwrotne, wpływające na kształt charakterystyki przenoszenia układu.
Zmiana czasu opóźnienia linii powoduje zmianę częstotliwości sygnału na jej wyjściu (analogicznie z efektem Dopplera, obserwowanym dla źródła dźwięku poruszającego się, a więc słyszanego ze zmiennym opóźnieniem). Przykładowo, jeżeli opóźnienie linii wzrasta liniowo o 10 ms w czasie 0,5 sekundy, to częstotliwość wyjściowa linii będzie wynosić:
{\displaystyle F_{wy}=F_{we}\cdot (1-{\frac {0{,}01{\text{ s}}}{0{,}5{\text{ s}}}})=0{,}98\cdot F_{we}}
Na wyjściu efektu chorus pojawiają się dwa rozstrojone względem siebie sygnały muzyczne, co daje wrażenie gry dwóch instrumentów. Rozbudowane efekty chorus wykorzystano w latach 70. w instrumentach klawiszowych imitujących brzmienie zespołu smyczkowego (tzw. „string”).

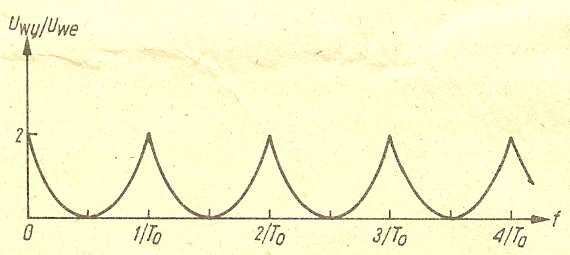
Rys. 2. Charakterystyka częstotliwościowa efektu flanger

W efekcie flanger przestrajanie linii opóźniającej jest na tyle powolne, że zmiana częstotliwości jest niezauważalna. Układ spełnia funkcję filtru grzebieniowego. Charakterystyka częstotliwościowa układu (rys. 2) przypomina kształtem charakterystykę urządzenia phaser, ale ze względu na inaczej rozmieszczone minima i maksima charakterystyki, dźwięk ulega silniejszej deformacji.
W efektach analogowych do opóźnienia sygnału o kilka-kilkanaście milisekund używane są scalone analogowe linie opóźniające. Linia taka składa się z kilkuset komórek z pojemnościami przenoszącymi porcje ładunku elektrycznego. Ładunki te odpowiadają próbkom napięcia wejściowego i przemieszczają się, w takt przebiegu zegarowego, od wejścia do wyjścia linii. Dla przykładu układ scalony TDA1022 zawiera 256 stopni opóźnienia, co przy częstotliwości taktowania 5–500 kHz umożliwia realizację opóźnienia o czas 0,512–51,2 ms.